# Isumi (Chiba)
Isumi (いすみ市 Isumi-shi?) es una ciudad localizada en Chiba, Japón.
A partir de 2010, la ciudad tiene una población de 41.014 y una densidad de 260 personas por km². La superficie total es de 157,50 km².
La ciudad fue creada el 5 de diciembre de 2005, cuando la localidad de Isumi absorbió a los pueblos de Misaki y Ōhara, del Distrito de Isumi.

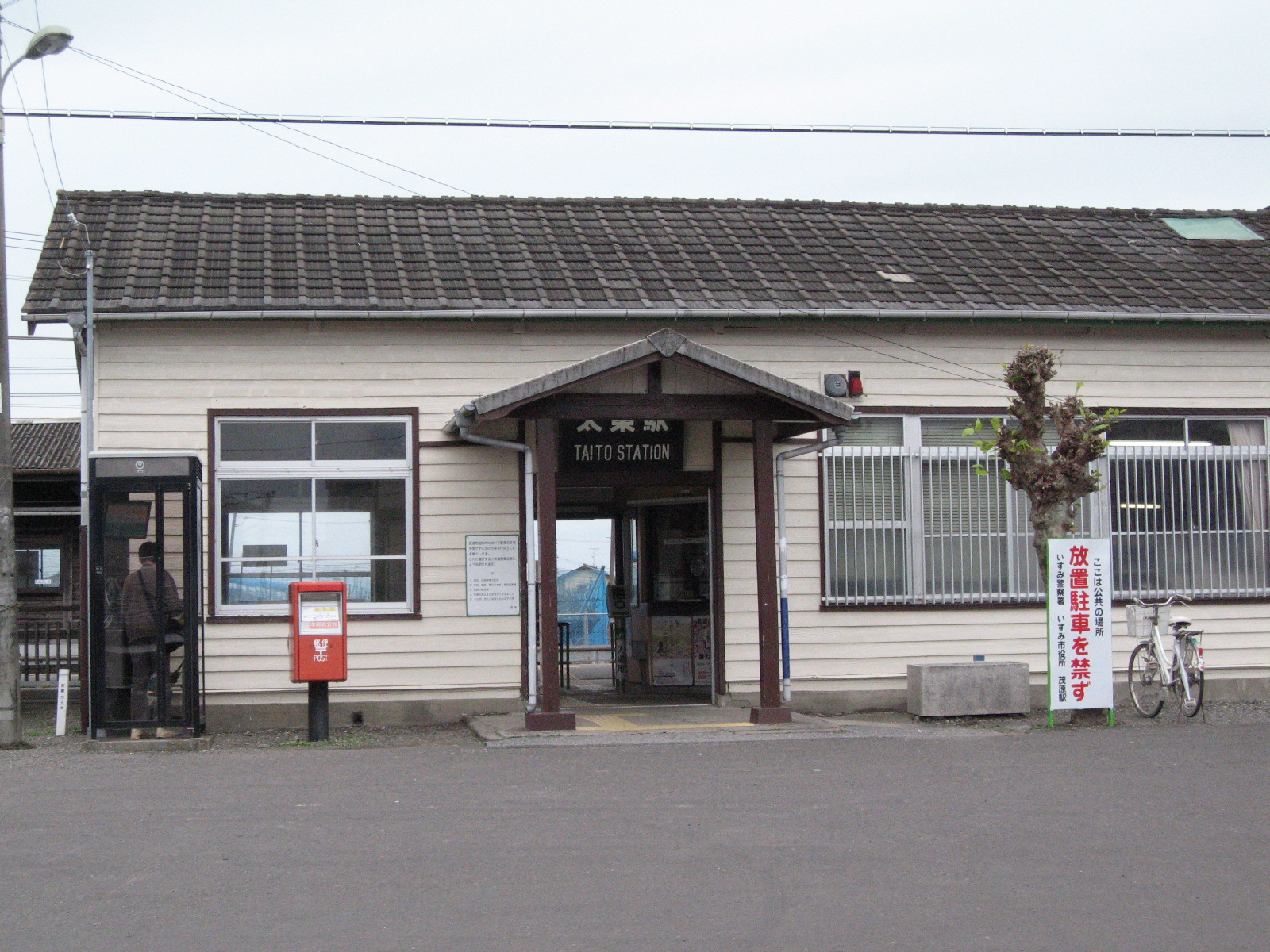
Estación de Taitō.

## Ciudades Hermanadas
- Duluth, Minnesota, Estados Unidos